# جاكسون (إنديانا)
بلدة جاكسون (بالإنجليزية: Jackson Township)‏، هي واحدة من سبعة عشر بلدة في مقاطعة كوسيوسكو، إنديانا. مساحتها 75 كيلومتر مربع وعدد سكانها حسب احصائية سنة 2010 بلغ 1238 نسمة، أي ما يعادل 17 نسمة لكل كيلومتر مربع وكانت تحتوي 492 وحدة سكنية.
تم تأسيس بلدة جاكسون في عام 1838.